# Городуватка
Городува́тка — село в Україні, в Криворізькому районі Дніпропетровської області. Входить до складу Карпівської сільської громади. 
Колишній орган місцевого самоврядування — Андріївська сільська рада. Населення — 30 мешканців.

## Географія
Село Городуватка знаходиться на правому березі річки Інгулець, вище за течією на відстані 2,5 км розташоване село Андріївка, нижче за течією на відстані 3 км розташоване село Розівка (Бериславський район), на протилежному березі - село Щасливе.

## Населення

### Мова
Розподіл населення за рідною мовою за даними перепису 2001 року
| Мова       | Кількість | Відсоток |
| ---------- | --------- | -------- |
| українська | 29        | 96.67%   |
| російська  | 1         | 3.33%    |
| Усього     | 30        | 100%     |

## Інтернет-посилання
- Погода в селі Городуватка [Архівовано 21 грудня 2011 у Wayback Machine.]